# Проєктивна ідентифікація
Проєктивна ідентифікація — термін, вперше запроваджений у 1946 році психоаналітиком Мелані Кляйн зі школи психоаналітичної теорії об'єктних відносин, а згодом був переглянутий багатьма авторами, досліджений психоаналізом, особливо для його застосування в терапевтичному середовищі, і зараз визнаний у психоаналітичній психотерапії. Хоча проєктивна ідентифікація базується на концепції психологічної проєкції Фрейда, вона є кроком далі та відрізняється від сенсів Фрейда. Проєктивна ідентифікація вказує на психологічний ефект, коли люди беруть участь у психологічній проєкції, яка є захисним механізмом Его, таким чином, щоб точно реалізувати свою віру щодо іншої людини. Проєктивна ідентифікація відрізняється від простої проєкції тим, що проєктивна ідентифікація може сформувати самовтілюване пророцтво, у якому особа, яка вірить у неправду про іншу, спілкується з іншою людиною таким чином, що вона змінює свою поведінку, щоб реалізувати свою віру. На іншу людину впливає проєкція, і вона починає поводитися так, ніби її насправді характеризує спроєктована ідея чи переконання. У результаті власний зміст (цінності, думки, почуття) не тільки сприймається як вміст іншої людини, як у випадку проєкції, але й фактично викликається там. Зазвичай це відбувається без усвідомлення цього механізму залученими людьми. У певному сенсі проєктивна ідентифікація підтверджує проєкцію себе шляхом створення спроєктованої реальності.
Проєктивна ідентифікація може використовуватись як тип захисту, засіб спілкування, примітивна форма стосунків або шлях до психологічних змін; використовується для позбавлення себе від небажаних частин або для контролю над тілом і розумом іншого. Проєктивна ідентифікація є потужним інструментом міжособистісного спілкування.

## У рамках психоаналізу і в теорії об'єктних відносин
У рамках психоаналізу проєктивна ідентифікація є примітивним механізмом психологічного захисту та процесом між двома індивідами, коли одна особа через проєкцію відчуває неприйнятний інтрапсихічний матеріал як присутній у когось іншого та який надходить ззовні. Несвідомо людина також поводиться таким чином по відношенню до іншої людини, що в іншій людині викликається некероване почуття. У психоаналізі проєктивна ідентифікація позначає факт проєктування характеристик себе на об'єкт, щоб розпізнати себе в ньому.
Проєктивна ідентифікація може стати патологічним захисним механізмом. Проєктивна ідентифікація стає патологічною, якщо вона більше не є тимчасовою, а є засобом заперечення реальності.
Інтерпретація проєктивної ідентифікації часто допомагає віддиференціювати прикордонну особистість від психотичної, параноїдну особистість — від параноїдної шизофреннії.
Поняття проєктивної ідентифікації використовується, зокрема, для роз'єднання психотичного перенесення.
Американська психологічна асоціація зазначає, що: (1) У психоаналізі проєктивна ідентифікація є захисним механізмом, у якому індивід проєктує якості, неприйнятні для себе, на іншу людину, а ця особа інтроєктує спроєктовані якості та вважає, що вона характеризується ними належним чином і виправдано.
(2) У теорії об'єктних відносин Мелані Кляйн проєктивна ідентифікація — це захисний механізм, у якому людина фантазує, що частина її его відокремлюється та проєктується в об'єкт, щоб завдати шкоди або захистити відмовлену частину.
У цьому другому значенні можна сказати, що в близьких стосунках, наприклад, між батьком і дитиною, коханцями або терапевтом і пацієнтом, частини «я» можуть, у несвідомій фантазії, вважатися такими, що втягуються в іншу людину.

## Історія походження терміна
Це поняття було введено Мелані Кляйн в контексті стосунків мати-дитина, щоб ідентифікувати явище, що поєднує ідентифікацію (впізнання себе, як у дзеркалі) та проєкцію (пригнічені почуття підтримуються зовнішнім елементом). У цьому контексті це обов'язкове і умовне проходження встановлення психіки дитини щодо первинного об'єкта, пов'язане з механізмом проєкції-інтроєкції, який вона описує. «Мова йде про опис фантастичного світу дитини (її уяви), про структуруючу цінність образу матері». Термін був запроваджений у «Примітках про деякі шизоїдні механізми» (1946) в рамках психоаналізу на позначення примітивного незрілого механізму психологічного захисту від конфлікту, для пояснення шизопараноїдної позиції у якій фантом активний, щоб представити «я» або розщепити частини «я» внутрішнього об'єкта (мати або вихователь), щоб володіти ним і контролювати його. Це призводить до «особливої ідентифікації». Цей механізм пов'язувався з інфантильним садизмом.
У своїй уяві дитина схематично зберігає в собі те, що добре, а погане проєктує в образ матері. Другий етап, наступний за проєкцією, — це ототожнення з тим, що таким чином спроєктовано, це проєктивна ідентифікація, яка, отже, веде, у нормальному розвитку, до реінтеграції того, що було спроєктовано. Вільфред Біон, учень Мелані Кляйн, розглядав проєктивну ідентифікацію як спосіб невербальної комунікації, який спочатку використовувало немовля, щоб повідомити матері про свій стан і потреби. і також розвине ідею про те, що проєктивна ідентифікація є структуруючим механізмом, який уповноважує здатність мислити. Він чітко відрізняє цю нормальну проєктивну ідентифікацію від патологічної проєктивної ідентифікації.
Захисний механізм, визначений Мелані Кляйн, згодом був переглянутий багатьма авторами, особливо для його застосування в терапевтичному середовищі, і зараз визнаний у психодинамічній психотерапії.
Проєктивна ідентифікація, інтроєкція та проєкція — захисти, які є проявом недостатності розмежування між власним «Я» і оточенням.

## Проєктовані об'єкти
У психоаналізі проєктивна ідентифікація позначає факт проєктування характеристик себе на об'єкт, щоб розпізнати себе в ньому.
Об'єкти (почуття, ставлення), видавлювані в проєктивній ідентифікації, бувають різних типів — як хороші, так і погані, ідеальні та принижені. Проєктуватися може надія, страх (психічної) смерті, агресія, бажання, ревнощі, заздрість.

## Інтенсивність
Проєктивна ідентифікація може мати місце з різним ступенем інтенсивності. У менш порушених особистостях проєктивна ідентифікація — це не лише спосіб позбутися почуттів, але й отримати допомогу з ними. У нарцисизмі можуть мати місце надзвичайно потужні проєкції, які стирають різницю між собою та іншим.

## Проєктивна ідентифікація в поведінці
Звернення до цього процесу раннього спілкування може мати місце як захисний механізм у пацієнтів з розладами особистості, але також можливе в повсякденному спілкуванні, зокрема для маніпулювання іншою людиною, у якому суб'єкт вводить свою особистість (своє «я»), повністю або частково, всередину об'єкта, щоб завдати йому шкоди, володіти ним і контролювати його. Проєктивна ідентифікація може стати патологічним захисним механізмом, який полягає у захопленні цього об'єкта (яким може бути людина) у спробі контролювати та знищити цей об'єкт, специфічні характеристики якого потім заперечуються.
Одним із прикладів проєктивної ідентифікації є параноїдальний шизофренік, який розвиває марення, що його переслідує поліція. Наляканий поліцією, він починає підкрадатися і поводитися неспокійно біля поліцейських, що посилює підозру поліцейських і ті починають шукати причини, щоб заарештувати його.
У проєктивній ідентифікації несвідома проєкція індивіда спрямовує його до поведінки так, щоб об'єкт проєкції почав відчувати спроєктовані емоції чи спонукання. Об'єктом проєкції, тобто розміщення, зазвичай є неприємний стимул або сприйняття (наприклад, неприйнятний гомосексуальний стимул), який залучена особа не може прийняти.
Найчастіше проєктуються речі, які проєктуюча особа не може прийняти. Наприклад, «Я зробив щось не так» або «Я маю сексуальні почуття», нестерпні, болючі або небезпечні думки чи переконання про себе. Або це може бути ідея цінності чи оцінки, яку так само важко зрозуміти проєктору. Проєктивна ідентифікація розглядається як дуже ранній або первинний психологічний процес і вважається одним із більш первинних захисних механізмів. Але також вважається, що це є основою для більш зрілих психологічних процесів, таких як емпатія та інсайт.
У своїй книзі «Психоаналітична діагностика» Ненсі МакВільямс стверджує, що проєктивна ідентифікація має елементи проєкції (нав'язування власних почуттів, думок і мотивів іншим) і прийому (приймання почуттів, мотивів і думок інших людей). У певному сенсі проєктивна ідентифікація підтверджує проєкцію себе шляхом створення спроєктованої реальності.
Подібну захисну функцію можна спостерігати в повсякденному житті, наприклад, у середовищах, у яких один партнер несе спроєктовані риси іншого, і «через проєктивну ідентифікацію відбувався розподіл емоційної праці у стосунках». «Проєктивна ідентифікація часто є основною хворобою поранених пар. Кожен відтворює найбільш ідеалізовані, жахливі та первісні риси іншого таким чином, що зводить обох з розуму».
Людина може звинувачувати іншу в тих реакціях, які сама намагається викликати своєю поведінкою.

## Проєктивна ідентифікація в психотерапії
Як і у випадку з перенесенням і контрперенесенням, проєктивна ідентифікація може бути потенційним ключем до терапевтичного розуміння, особливо коли терапевт здатний терпіти та стримувати небажані, негативні аспекти самого пацієнта з часом.
Трансакційний аналіз наголошує на необхідності «Дорослого» терапевта (его-стану, спрямованого на об'єктивну оцінку реальності) залишатися незабрудненим, щоб досвід проєктивної ідентифікації клієнта був корисно зрозумілий.

## Відповіді на проєкційну ідентифікацію
Свідомий опір такій проєктивній ідентифікації може спричинити, з одного боку, почуття провини за відмову втілити проєкцію, з іншого — гіркий гнів через зрив проєкції.
У екстремальних випадках реципієнт може втратити будь-яке відчуття свого справжнього «я» і стати пасивним носієм зовнішніх проєкцій, наче оволодів ними. Однак, якщо комусь вдасться прийняти і зрозуміти проєкцію (якщо терапевт неушкоджений), він отримає багато розуміння проєктора.